# Adolf Hitlers Monorchie
Adolf Hitlers Monorchie (Einhodigkeit) wurde lange diskutiert, auch als psychohistorischer Grund für sein Verhalten. Die Tatsache gilt als gesichert, die Deutung ist wissenschaftlich umstritten.

## Befund
Der Arzt Eduard Bloch, Hausarzt der Familie zu Hitlers Jugendzeiten, berichtete 1943 im amerikanischen Exil bei einer durch den Psychoanalytiker Walter Charles Langer geleiteten Befragung, dass Adolf Hitlers Genitalien bei einer Untersuchung als Kind „vollständig normal“ gewesen seien.
Während der Schlacht an der Somme wurde Hitler am 5. Oktober 1916 durch einen Granatsplitter am Oberschenkel bzw. in der Leistenregion verwundet. Der Sanitäter Johan Jambor vertraute sich 1960 dem Priester Franciszek Pawlar an mit der Aussage, dass Hitler durch diese Verwundung einen Hoden verloren habe. Die erste Frage von Hitler nach der Notoperation an die Sanitäter soll gewesen sein: „Werde ich noch Kinder zeugen können?“ Das Dokument wurde 2008 öffentlich gemacht.
Grafik die den Arzt-Vermerk vom 12. November 1923 im Gefangenen-Aufnahmebuch zeigt

Link zum Bild

Im Dezember 2015 gab der Historiker Peter Fleischmann eine wissenschaftliche Dokumentenedition heraus, welche die Personalakte Hitlers während der Festungshaft in Landsberg am Lech und auch das Aufnahmebuch der Haftanstalt erschloss. Das Aufnahmebuch ist eines von 500 Objekten, die der Freistaat Bayern im Juli 2010 in einem Fürther Auktionshaus beschlagnahmte. Laut Amtsgericht Fürth, das dies veranlasst hatte, handelt es sich um eine „behördliche Akte, die nicht auf legale Weise veräußert sein kann“. Es ist außerdem mittlerweile im bayerischen Verzeichnis national wertvoller Archive gelistet. Der Verkauf ins Ausland ist dann verboten. Im Aufnahmebuch findet sich in der Spalte „Ärztlicher Befund“ das Ergebnis der medizinischen Aufnahmeuntersuchung Hitlers durch Obermedizinalrat Josef Brinsteiner (* 8. November 1857 in Peterfecking, heute Saal an der Donau; † 1944). Brinsteiner hatte an der Ludwig-Maximilians-Universität in München Medizin studiert und seine Ausbildung 1884 mit der Promotion abgeschlossen. Er war lange Jahre Gefängnisarzt der Strafanstalt und hatte den Häftling Hitler bei dessen Aufnahme in der Nacht vom 11. auf den 12. November 1923 untersucht. Er trug in das Gefangenen-Aufnahmebuch ein: „rechtsseitiger Kryptorchismus“. Kryptorchie bedeutet, dass im embryonalen Stadium oder Säuglingsalter ein Hoden nicht in den Hodensack gewandert ist, sondern im Hodenkanal verblieb. In der urologischen Praxis wird der Begriff allerdings oft weit gefasst und für alle Anomalien verwendet, bei denen der Hoden nicht hauptsächlich im Hodensack anzufinden ist.
Die sowjetische Autopsie Hitlers nach dessen Suizid stellte das Fehlen des linken Hodens fest. Der sowjetische Bericht über die Autopsie soll jedoch anhand anderer Körperreste durchgeführt worden sein und Indizien würden dies laut französischen Gerichtsmedizinern, wie dem „15. Backenzahn“ oder „fehlenden Hoden“, belegen, die durch die sowjetischen Kollegen in den Bericht hinterlegt worden.

## Weitere Aussagen
Hitlers Ärzte, wie Erwin Giesing und sein Leibarzt Theo Morell, hatten früher Monorchismus verneint.
Eugen Wasner, ein österreichischer Jugendfreund Hitlers, erzählte 1943 als Gefreiter an der Ostfront, Hitler sei als Kind beim Versuch, in das Maul eines Ziegenbockes zu urinieren, der halbe Penis („Zippedäus“) abgebissen worden. Wasner wurde daraufhin vor einem Militärgericht der Wehrkraftzersetzung und Heimtücke angeklagt, zum Tod durch Fallbeil verurteilt und hingerichtet.

## Rezeption
Schon während des Zweiten Weltkriegs wurde zu Propagandazwecken das Lied Hitler Has Only Got One Ball („Hitler hat nur ein Ei!“) geschaffen, das zu der Melodie des Colonel Bogey March gesungen wurde, um die Moral der britischen Bürger zu stärken. Das Lied wird im Film John Rabe von Ulrich Tukur und Steve Buscemi gespielt und gesungen. Im Fernsehfilm Tatort: Murot und das 1000-jährige Reich singt Tukur das Lied erneut.
Curt Stenvert (1920–1992) ging hingegen 1967 in seiner Plastik Stalingrad – Oder: Die Rentabilität eines Tyrannenmordes davon aus, Hitler habe zwei Hoden gehabt, und brachte zum Ausdruck, dass mit einer rechtzeitigen Beseitigung des Tyrannen „141.999 Hirne & 283.998 Hoden“ in Stalingrad hätten gerettet werden können, während durch die „Investition“ einer Patrone bloß „1 Hirn & 2 Hoden“ abgestorben wären.
Comedian Harald Schmidt griff 1999 das damalige Gerücht, Hitler habe durch eine Verwundung im Ersten Weltkrieg einen Hoden verloren, in einer Hitler-Parodie in der Harald Schmidt Show auf („Hitler hatte nur ein Ei!“) und stellte einen Zusammenhang zwischen Hitlers fehlendem Hoden und dem Zweiten Weltkrieg dar. Demnach habe Hitler den Krieg nur begonnen, um seine „fehlende Klöte“ finden zu lassen. Der Sketch wurde zu einem Klassiker der Harald Schmidt Show. Schmidts Parodie war 2007 in Google Video unter den ersten hundert Treffern zu finden.
Das den Kleidungsstil von Neonazis persiflierende Modelabel Storch Heinar, das 2008 gegründet wurde, zeigt im Logo einen Storch mit einem Storchenei. Einer der verwendeten Slogans ist „Der Führer hatte nur ein Ei“.
Der österreichische Comiczeichner und Karikaturist Gerhard Haderer thematisiert die Monorchie als Running Gag in seiner Comicheftreihe Moff. und nahm darin 2011 Bezug auf das Spottlied aus dem Zweiten Weltkrieg.

## Bibliographie
- Peter Fleischmann: Hitler als Häftling in Landsberg am Lech 1923/24: Der Gefangenen-Personalakt Hitler nebst weiteren Quellen aus der Schutzhaft-, Untersuchungshaft- und Festungshaftanstalt Landsberg. Ph. C. W. Schmidt, Neustadt an der Aisch 2015, ISBN 978-3-87707-978-2.
- Digitalisat des Gefangenen-Personakts Hitler und der betreffenden Aufnahmebuch-Seite (Seite 56 im Digitalisat)